# Tommy Chase
Thomas 'Tommy' Chase (Manchester, 22 maart 1947 - 2 december 2018) was een Britse jazzdrummer en orkestleider.

## Carrière
Chase was als drummerautodidact en sinds midden jaren 1960 onderweg als professioneel muzikant. In 1973 leidde hij een eigen band, waarmee hij optrad in de Little Theater Club in Londen. Midden jaren 1970 behoorden Art Themen, Harry Beckett en Dave Cliff tot zijn band. Tijdens de jaren 1980 concentreerde hij zich op hardbop en daarna op dansbare souljazz. Zijn band was een zeer populaire live-act en telde ook tijdens de jaren 1990 als leverancier van talenten. hijzelf werd gezien als de Britse Art Blakey. Hij begeleidde bovendien Amerikaanse muzikanten als Al Haig, Joe Albany en Jon Eardley en hij toerde ook in Duitsland.

## Overlijden
Tommy Chase overleed in december 2018 op 71-jarige leeftijd.

## Discografie
- 1979: Tommy Chase – Ray Warleigh Quartet Featuring Jon Eardley One Way (met Danny Padmore, John Burch)
- 1984: Tommy Chase Quartet Featuring Alan Barnes, Nick Weldon, Andrew Cleyndert Hard!
- 1987: Groove Merchant (met Kevin Flanagan, Mark Edwards, Martin Klute)
- 1990: Rebel Fire (met Ben Waghorn, Gary Baldwin, Arnie Somogyi)